# Lasnamäepaviljoen
Het Lasnamäepaviljoen (Estisch: Lasnamäe paviljon) is een kunstmuseum in de Estse hoofdstad Tallinn. Het museum opende zijn deuren in 2022 en werd gebouwd als vervanging van de Kunsthal van Tallinn terwijl deze een grondige renovatie onderging.
Het museum bevindt zich in de achterstandswijk Lasnamäe, waar de Russischtalige minderheid van Estland voor het merendeel woont. De keuze hiervoor werd gemaakt om meer cultuur te bieden in deze wijk. Voordat het paviljoen er stond, waren de enige culturele gelegenheden in de wijk een bioscoop en een concertzaal. Volgens Paul Aguraiuja, hoofd van de Kunsthal, trokken de eerste exposities in Lasnamäe meer bezoekers dan in de Kunsthal in de oude binnenstad.
Het gebouw is ontworpen door architectenbureau Salto en volledig duurzaam uit hout opgebouwd. Het omringt een kleine aangelegde tuin. Het dak van het museum is bedekt met vetkruid.
Het museum organiseert vier tot vijf exposities per jaar. Het opende zijn deuren op 19 november 2022 met de expositie No More Hope for Lovely Creatures, gecureerd door Tamara Luuk en gebaseerd op de video-installatie No More Hope for Lovely Creatures and What Junkie Dreamed of Before His Death uit 2013 van kunstenaar Alexei Gordin. Ook is het de locatie van de jaarlijkse lente-expositie en de Grafische triënnale van Tallinn.
Het museum biedt daarnaast andere activiteiten, zoals performancekunst, concerten, rondleidingen en lezingen.